# Patrick Zahraj
Patrick Zahraj (* 17. Juli 1999) ist ein deutscher Tennisspieler.

## Karriere
Zwischen 2015 und 2016 spielte Zahraj gelegentlich auf der ITF Junior Tour und erreichte Platz 425 bei den Junioren.
Bei den Profis spielte Zahraj ab 2018 Turniere auf der drittklassigen ITF Future Tour. Hier nahm er anfangs ausschließlich an Turnieren im D-A-CH-Raum teil. Vor allem im Doppel gelangen ihm erste Erfolge. So siegte Zahraj mit verschiedenen Partnern zweimal 2020, dreimal 2022 und zweimal 2023 bei Futures. Im Einzel kam er hingegen 2022 das erste Mal überhaupt in ein Future-Halbfinale, was er 2023 noch zwei weitere Male wiederholen konnte. Seine höchsten Platzierungen in der Weltrangliste sind Platz 454 im Einzel und Platz 327 im Doppel. Letzteren erreichte er im Oktober 2022. Auf Vereinsebene war Zahraj 2021 und 2022 für den TC Wolfsberg Pforzheim aktiv.
Der größte Erfolg für Zahraj war der Gewinn der deutschen Hallen-Meisterschaften im Dezember 2023 in Biberach an der Riß. Er schlug dort mit Marko Topo, Vorjahressieger Jakob Schnaitter und Finalist Daniel Masur die Nummern eins, Nummer fünf und Nummer drei der Setzliste. Seit 2024 spielt er auch gelegentlich auf der ATP Challenger Tour.